# Peltasta

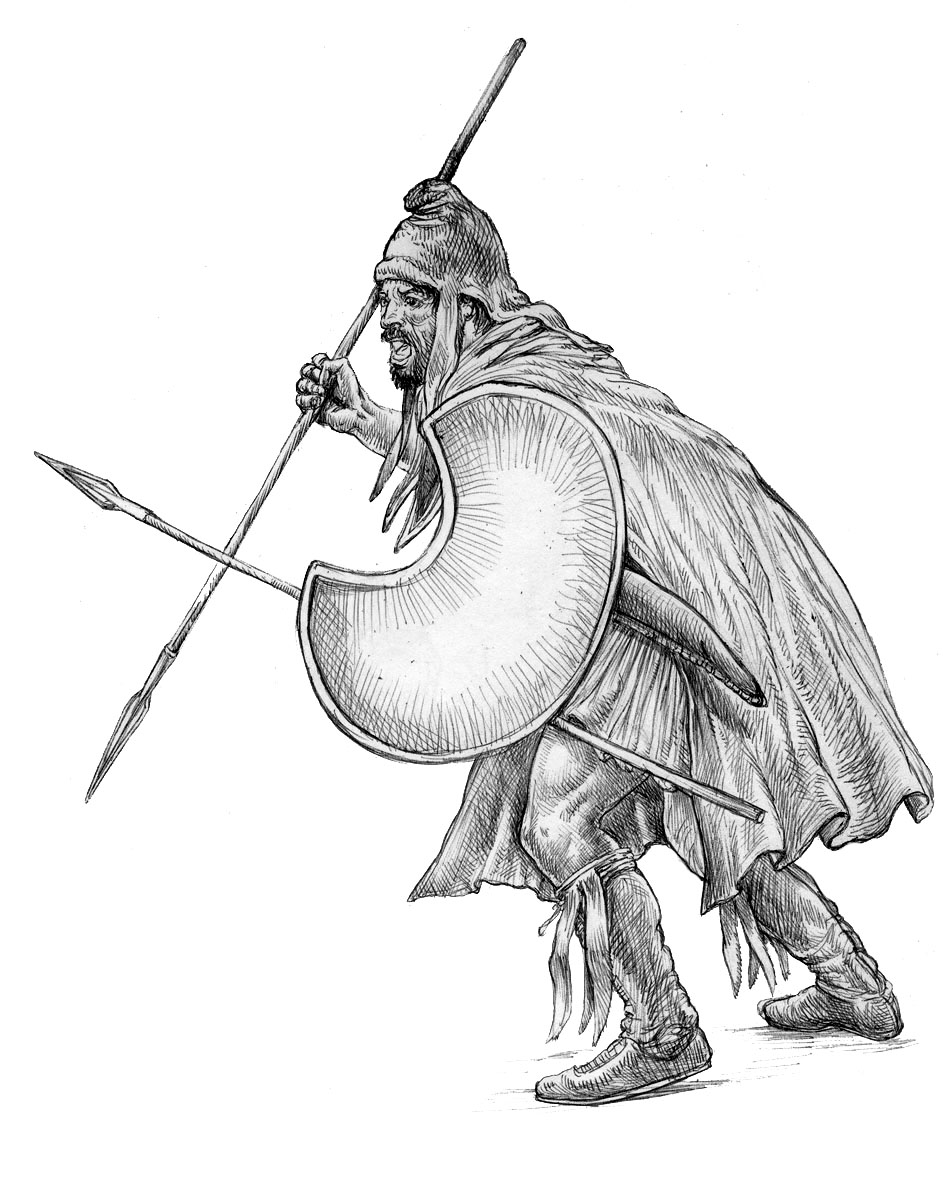
Tracki peltasta z V/IV wieku p.n.e.

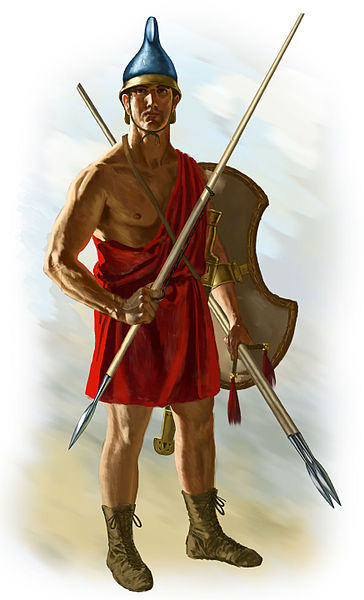
Peltasta wojsk Aleksandra Wielkiego

Peltasta (stgr. πελταστής peltastēs, lm πελτασταί peltastái) – w starożytnej Grecji lekkozbrojny piechur walczący za pomocą krótkiej włóczni (oszczepu) i wyposażony w lekką tarczę. 
Peltastów rekrutowano początkowo z plemion trackich, z czasem jednak nazwa ta stała się synonimem charakterystycznej formacji zbrojnej, niezależnie od miejsca pochodzenia żołnierzy. Peltasta zazwyczaj był uzbrojony w kilka-kilkanaście oszczepów o długości ok. 1-1,6 m, przeznaczonych do miotania, lekką tarczę, skórzane nagolennice, krótki miecz i niekiedy hełm tracki. Jego tarcza wykonana z wikliny obciągniętej skórą, miała kształt owalu (średnica ok. 0,6 m) z jednym lub dwoma półksiężycowatymi wycięciami; od jej nazwy (gr. πέλτη, péltē) powstała nazwa tej piechoty.
Peltaści operowali razem z innymi typami lekkozbrojnej greckiej piechoty (łucznikami, procarzami). Osłaniali formującą się na polu bitwy falangę i nękali z dystansu hoplitów przeciwnika. Lżejsze niż u hoplity uzbrojenie pozwalało im na łatwe unikanie ataków ciężkozbrojnych piechurów. Było jednak na tyle skuteczne, że w walce wręcz zapewniało przewagę nad innymi typami lekkozbrojnych. Taktyka peltastów osiągnęła dojrzałość podczas wojen peloponeskich, gdy zdarzało się, że rozstrzygali oni o losach bitwy (np. podczas walk o Sfakterię, pod Lechajon).
Po śmierci Aleksandra Wielkiego, w królestwie Macedonii rządzonym przez Antygonidów, mianem tym określano zawodowe oddziały uderzeniowe wyposażone we włócznie i tarcze. Prawdopodobnie były one formacją pochodną od hypaspistów.